# Hermann Mahr

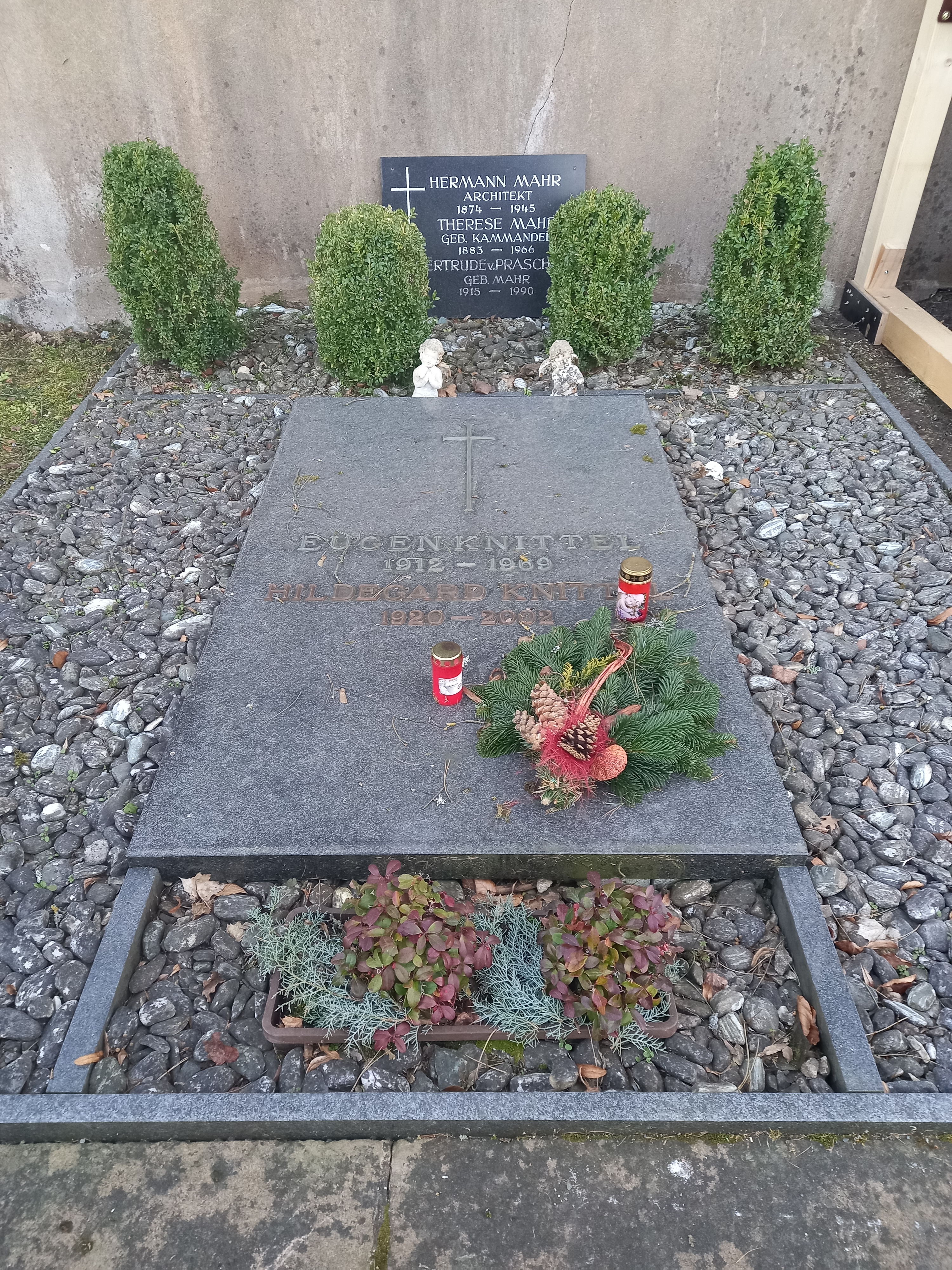
Das Grab von Hermann Mahr und seiner Ehefrau Therese geborene Kammandel im Familiengrab auf dem Friedhof Frauenberg in Fulda

Hermann Mahr (* 4. September 1874 in Fulda; † 20. Januar 1945 ebenda) war ein deutscher Architekt,
der in Fulda zu den „führenden einheimischen Baumeistern im ersten Drittel des 20. Jahrhunderts“ gehörte.

## Leben
Nach seinem Studium an der Baugewerkschule Stuttgart und der Technischen Hochschule Karlsruhe war er zunächst am Erzbischöflichen Bauamt in Freiburg angestellt. In Fulda war er ab 1906 als Architekt tätig. Er musste seine Tätigkeit kriegsbedingt von 1915/1916 bis 1918 und dann aus gesundheitlichen Gründen 1933 einstellen. Der Architekt Hermann Gärtner war ein langjähriger Mitarbeiter bis zur Auflösung des Büros 1933. Neben mehreren Wohn- und Geschäftshäusern, Industriebauten und Schulen entwarf Mahr vor allem zahlreiche Neu- und Umbauten von Kirchen im Bistum Fulda.

## Bauten

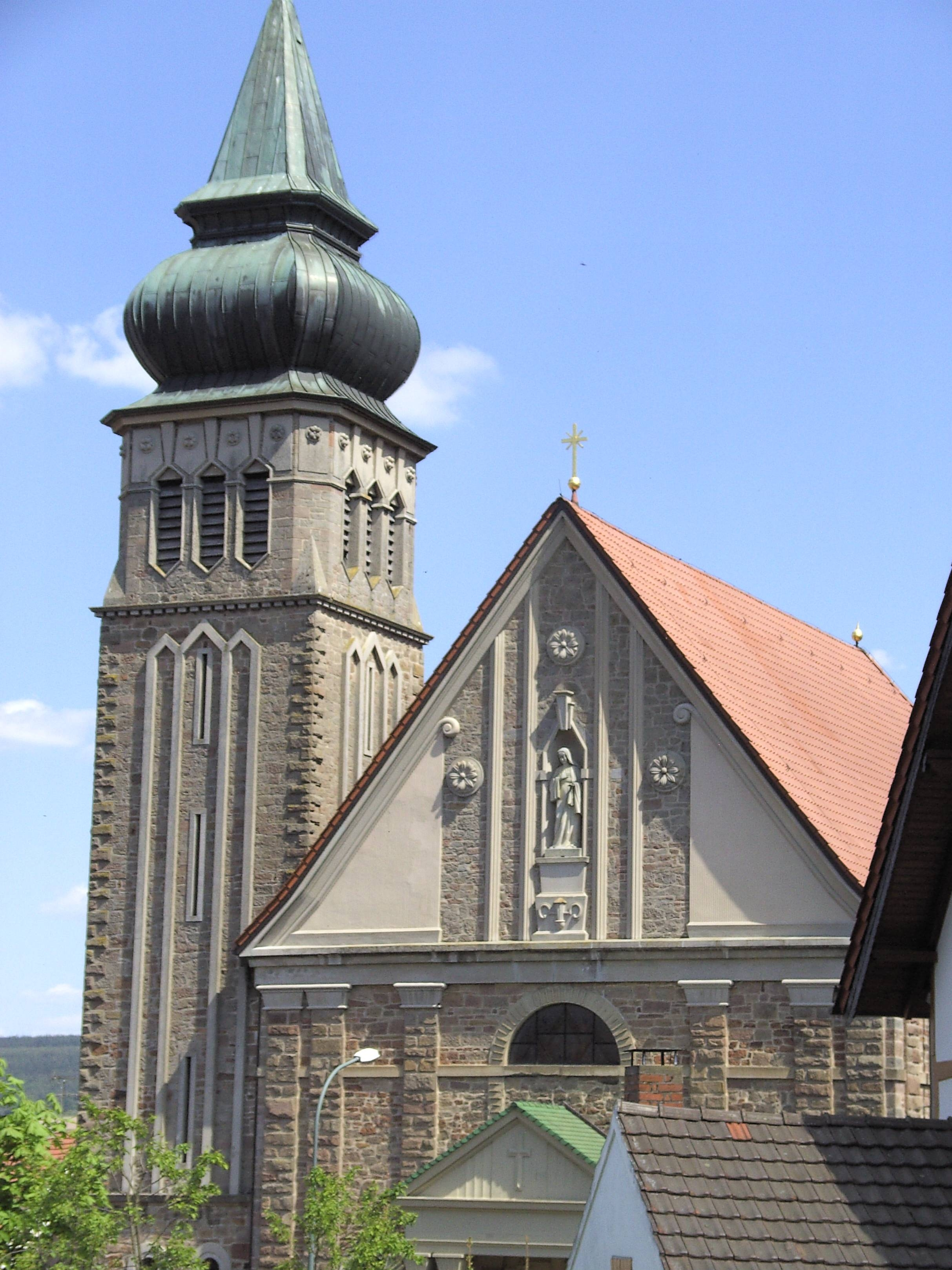
in Hainzell (1926)

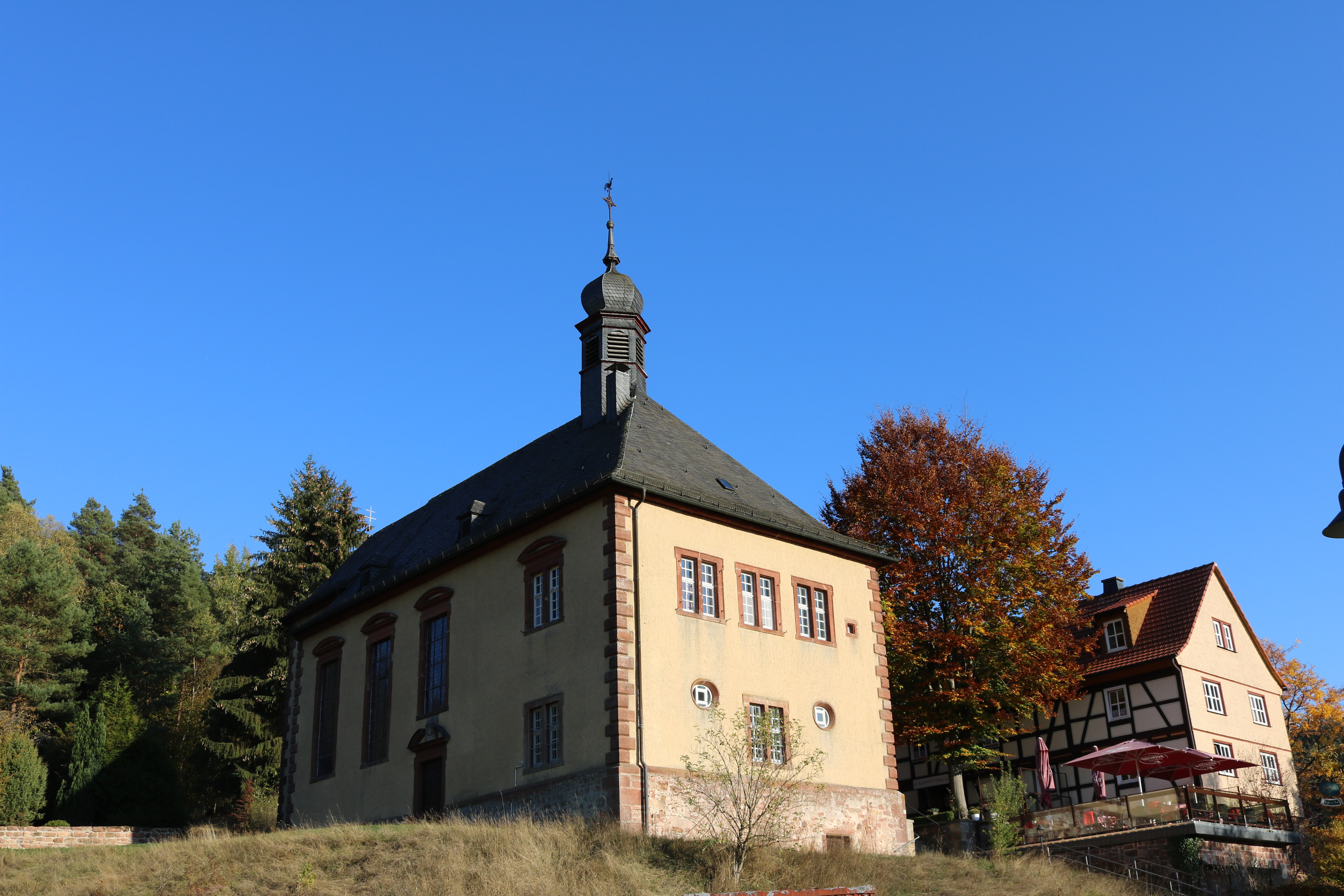
in Kleinheiligkreuz (1913)

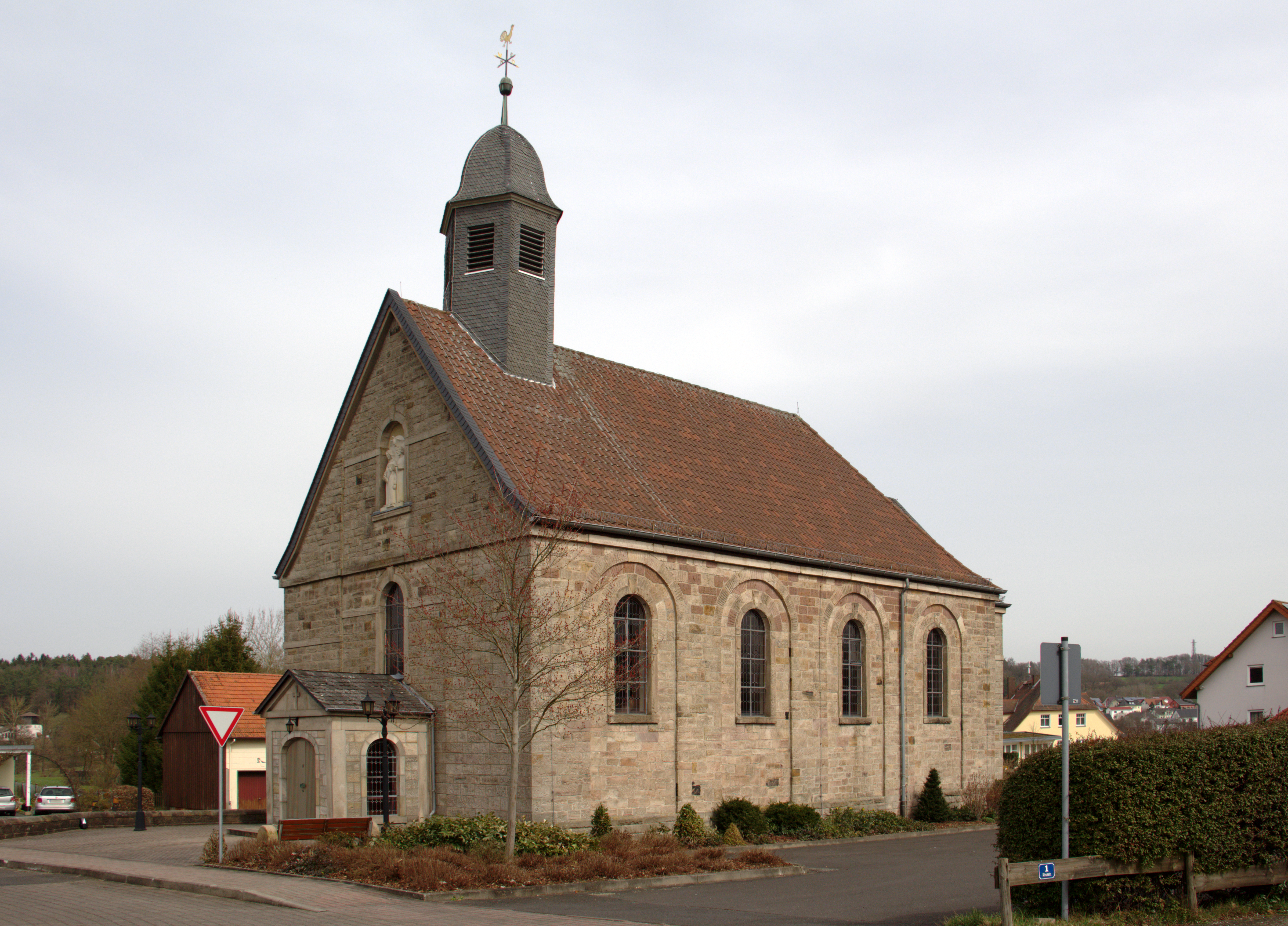
in Döngesmühle (1925)

Hermann Mahr erstellte Entwürfe unter anderem zu folgenden katholischen Kirchen:
Er plante u. a. die Kirchen von Kerzell, Lütter, Kleinlüder, Schweben, Buchenrod, Döngesmühle, Traisbach, Bachrain, Rommerz und Hainzell.

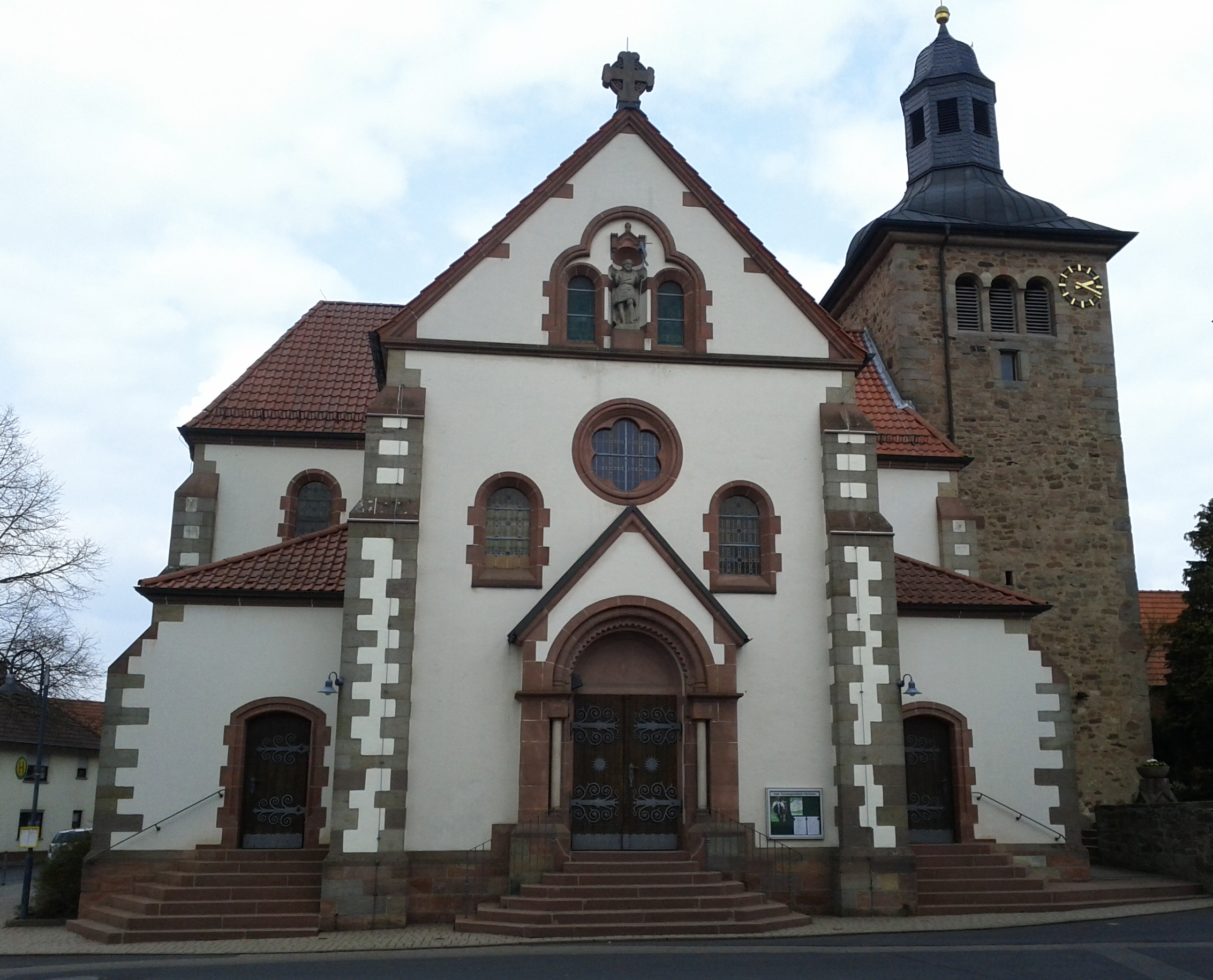
in Kleinlüder (1910/12)

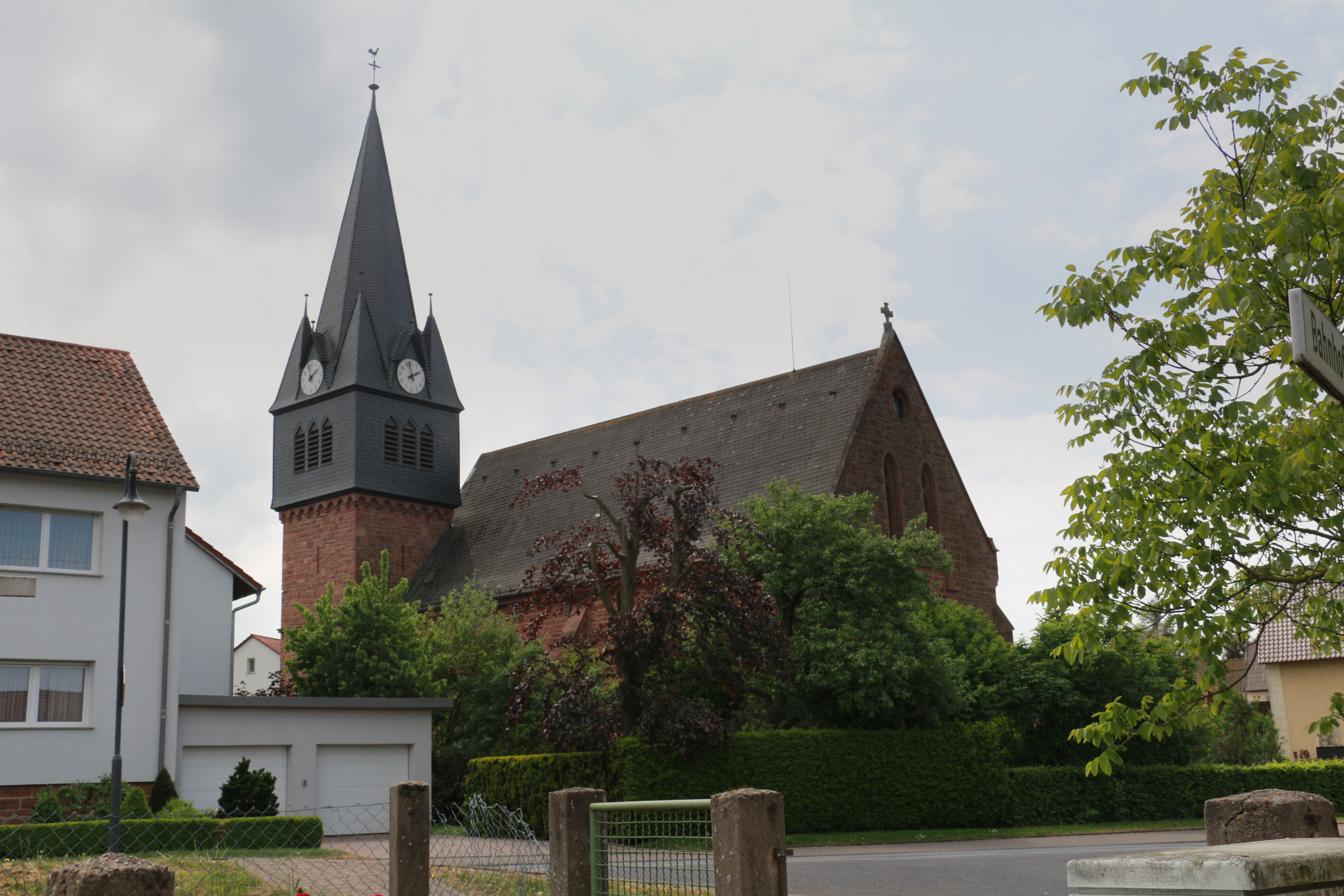
in Kerzell (1910/12)

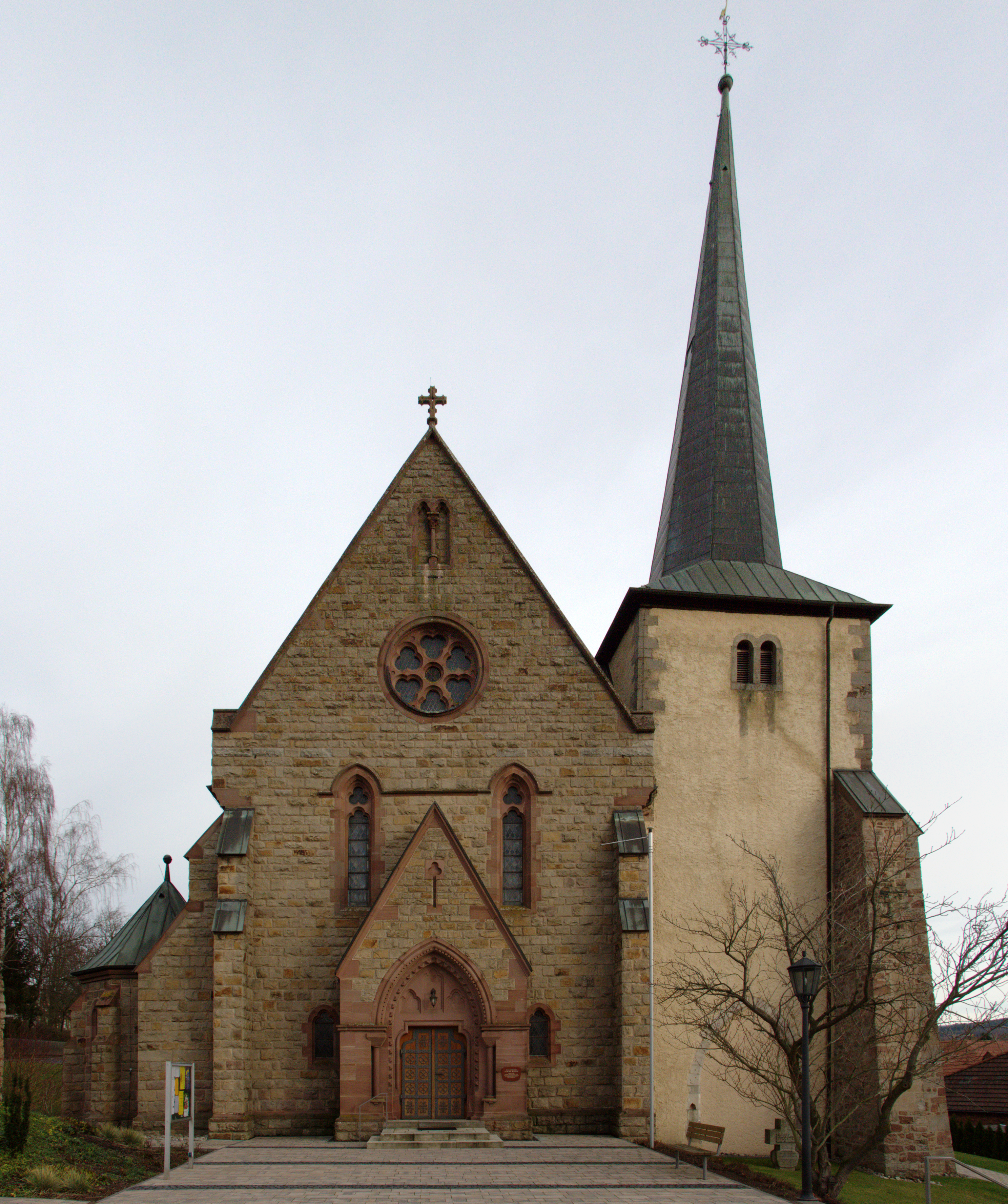
Hl. Kreuz, Lütter (1913)

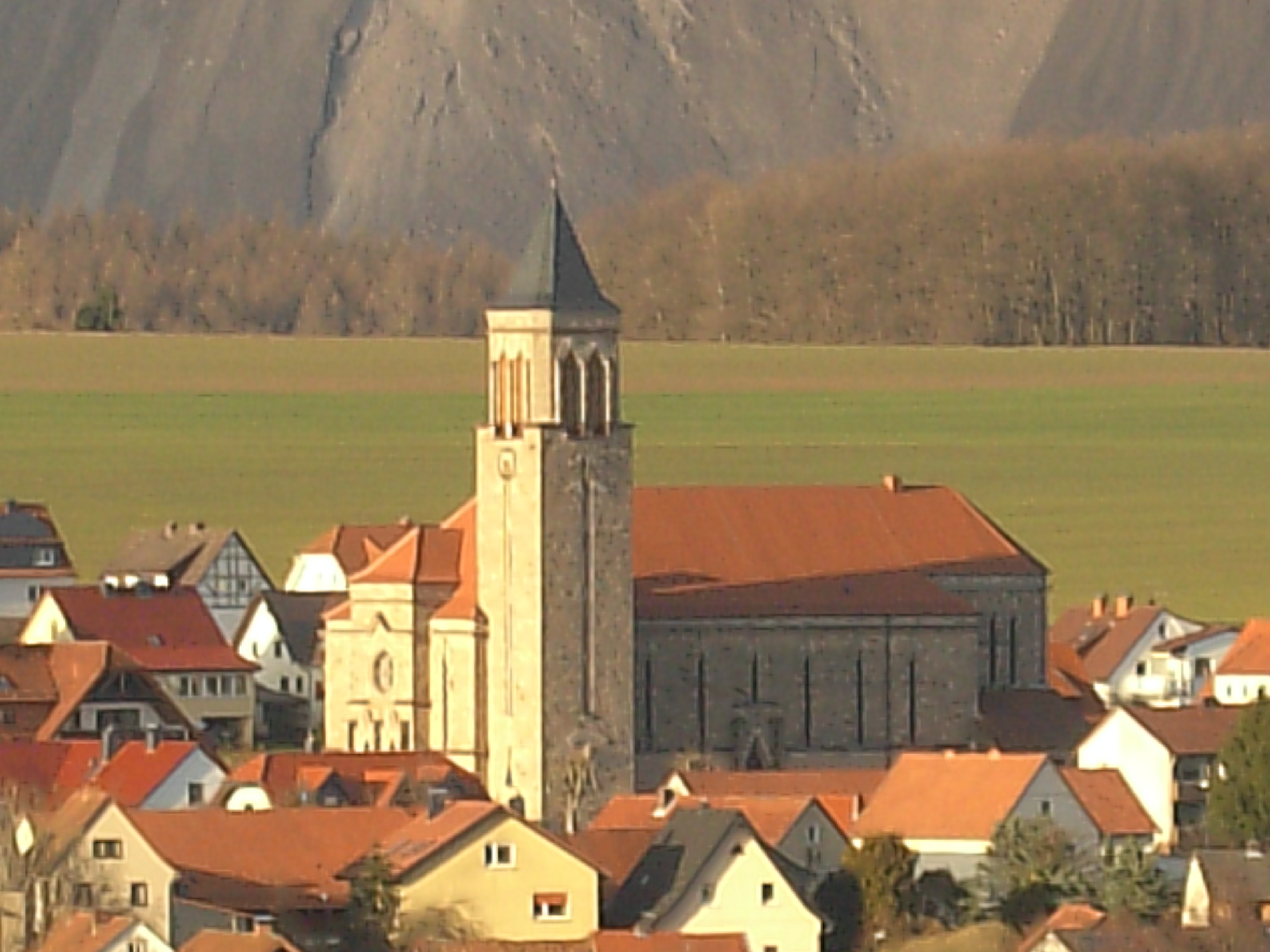
Mariä Himmelfahrt in Rommerz (1928 bis 1934)

- Wendelinuskapelle, Steinhaus, 1908
- St. Johannes der Täufer, Kleinlüder, 1910
- St. Josef, Frankfurt-Eschersheim
- St. Sebastian, Kerzell, 1911
- St. Jakobus, Herolz, 1912–1914
- Heilig Kreuz, Lütter, 1913
- Wallfahrtskirche Kleinheiligkreuz, 1913
- Judas Thaddäus, Schweben, 1922
- St. Michael, Horbach, 1924–28
- Heilige Familie, Döngesmühle, 1925
- Mariä Himmelfahrt, Buchenrod, 1925
- St. Simplicius, Faustinus und Beatrix in Hainzell, 1926
- Maria Hilf Kirche, Bachrain, 1926
- Mariä Himmelfahrt, Rommerz, 1928
- St. Sebastian, Traisbach, 1929
- St. Joseph, Fulda, 1929
- St. Vitus und St. Elisabeth, Lütterz, 1931–33